# Gare de Wimille - Wimereux
La gare de Wimille - Wimereux est une gare ferroviaire française de la ligne de Boulogne-Ville à Calais-Maritime, située sur le territoire des communes de Wimereux et Wimille, dans le département du Pas-de-Calais, en région Hauts-de-France.
C'est une halte de la Société nationale des chemins de fer français (SNCF), desservie par des trains TER Hauts-de-France.

## Situation ferroviaire
Établie à 25 mètres d'altitude, la gare de Wimille - Wimereux est située au point kilométrique (PK) 259,539 de la ligne de Boulogne-Ville à Calais-Maritime, entre les gares de Boulogne-Tintelleries et de Marquise - Rinxent.

## Histoire
Le bâtiment voyageurs de la gare de Wimille - Wimereux appartient à un type standard, mis au point par la Compagnie des chemins de fer du Nord qui construisit des dizaines de gares identiques en France mais aussi en Belgique, sur le réseau du Nord - Belge.
On retrouvait, entre autres, de telles gares à Hersin-Coupigny, Wattignies (détruite lors de la Première Guerre mondiale) ou Bailleul (également détruite lors du conflit) et, en Belgique, à Jambes (remplacée par un bâtiment moderne), Ampsin ou Godinne. Plusieurs des gares encore existantes ont été altérées ou agrandies, mais celle de Wimille - Wimereux est encore relativement proche de son agencement d'origine.
Le bâtiment voyageurs a été racheté par la commune de Wimille en 2010, afin de le réhabiliter pour y accueillir un commerce.
Selon les estimations de la SNCF, la fréquentation annuelle de la gare est de 35 330 voyageurs en 2023, contre 37 020 en 2022, 32 514 en 2021, 30 981 en 2020, 57 719 en 2019 et 49 319 en 2018.

## Service des voyageurs

### Accueil
Halte de la SNCF, c'est un point d'arrêt non géré (PANG) à accès libre.

### Desserte
Wimille - Wimereux est desservie par des trains TER Hauts-de-France, qui effectuent des missions entre les gares de Calais-Ville et de Boulogne-Ville, ou d'Étaples - Le Touquet, ou de Rang-du-Fliers - Verton, ou d'Amiens.

### Intermodalité
Un parc à vélos et un parking sont aménagés à ses abords.
La gare est desservie par la ligne A du réseau Marinéo.